# Milan Purović
Milan Purović (Podgorica, 7. svibnja 1985.) bivši je crnogorski nogometaš.
Za reprezentaciju Crne Gore nastupao je 7 puta i postigao 5 golova.
Iz FK Budućnosti je 2005. godine prešao u Crvenu zvezdu, a iz Crvene zvezde prelazi u lisabonski Sporting Clube de Portugal Lisabon 2007. godine.